# Pascal Rogé
Pascal Rogé (Parigi, 6 aprile 1951) è un pianista francese.

## Biografia
Ha studiato prima con la madre e poi presso il Conservatoire de Paris, in cui fu ammesso a undici anni. A quindici anni ha vinto il primo premio del conservatorio e a diciotto debuttò a Londra. A ventun anni vinse il Concorso pianistico internazionale Long-Thibaud. Si è esibito in tutto il mondo con le maggiori orchestre e sotto la guida di direttori quali Charles Dutoit, Lorin Maazel, Kurt Masur. Specialista della musica francese di fine ottocento e novecento, è importante interprete di Camille Saint-Saëns, Maurice Ravel, Claude Debussy, Erik Satie, Francis Poulenc e il suo repertorio include anche musica di Beethoven, Brahms, Mozart, Bach. È anche molto attivo in formazioni da camera. La sua discografia comprende alcune decine di incisioni, numerose delle quali per la Decca Records. Ha eseguito la musica Pavane pour une infante défunte di Maurice Ravel al piano per Hotel Chevalier, un cortometraggio del 2009 di Wes Anderson.